# Hruščovka
Hruščovka (rusko: хрущёвка, IPA: [xrʊˈɕːɵfkə]) je neuradno ime za tip nizkocenovne, betonske ali opečne večstanovanjske prefabricirane gradnje (vnaprej izdelani elementi, pripeljani na lokacijo), ki so jo razvili v Sovjetski zvezi v začetku 1960-ih, v času, ko je sovjetsko vlado vodil Nikita Hruščov. Stanovanjske stavbe so bile znane tudi po imenu hruščoba (Hruščov + truščoba, »slum Hruščova«). Včasih jih primerjajo z japonskimi danchi, podobnimi (pogosto vladnimi) stanovanjskimi projekti iz istega obdobja, ki so jih po nekaterih zapisih neposredno navdihnili.

## Zgodovina
Tradicionalna gradnja je delovno intenzivna; posamezni projekti so bili počasni in niso bili prilagojeni potrebam prenaseljenih mest. Za izboljšanje hudega pomanjkanja stanovanj so sovjetski arhitekti v obdobju 1947–1951 ocenjevali različne tehnologije, ki so poskušale zmanjšati stroške in čas dokončanja. Januarja 1951 je konvencija arhitektov, ki jo je nadziral Hruščov (takratni partijski sekretar Moskve), razglasila poceni in hitre tehnologije za cilj sovjetskih arhitektov.
Pozneje sta bili v Moskvi ustanovljeni dve betonarni (Presnenski, 1953; Horoševski, 1954). Do takrat so konkurenčne eksperimentalne zasnove preizkusili v resnični gradnji, montažne betonske plošče pa so veljale za vrhunske. Druge možnosti, na primer betoniranje in situ ali spodbujanje posamezne nizke gradnje, so bile zavržene.
Med leti 1954–1961 je inženir Vitalij Lagutenko, glavni načrtovalec Moskve od leta 1956, zasnoval in preizkušal masovni, industrializirani postopek gradnje, pri čemer se je opiral na betonske plošče in hiter urnik montaže. Leta 1961 je inštitut Lagutenko izdal zasnovo K-7 montažne petnadstropne stavbe, ki je postala značilna hruščovka. 64.000 enot (3.000.000 m²) je bilo v Moskvi zgrajenih med letoma 1961 in 1968.
V Moskvi so omejitve prostora prisilile prehod v 9 ali 12-nadstropne stavbe; zadnja 5-nadstropna hruščovka je bila tam dokončana leta 1971. Ostala ZSSR je nadaljevala gradnjo hruščovk do padca Sovjetske zveze; na milijone takih enot je že preseglo njihovo življenjsko dobo.

## Oblikovanje
Zasnova hruščovke je predstavljala zgoden poskus industrijske in montažne gradnje z elementi (ali ploščami), izdelanimi v betonarnah in po potrebi prepeljanih na mesto vgradnje. Načrtovalci so dvigala ocenili kot predraga in zamudna za gradnjo, sovjetski zdravstveni / varnostni standardi pa so s petimi nadstropji določili največjo višino stavbe brez dvigala. Tako imajo skoraj vse hruščovke pet nadstropij.
Hruščovka je imela kombinirano prefabricirano kopalnico: stranišče in kad v enem prostoru; Lagutenko je uvedel tudi sedečo kad dimenzije 120 cm, vse za varčevanje s prostorom. Dokončano kopalniško kabino, sestavljeno v obratu Horoševski, so prepeljali do lokacije; gradbena posadka jo je spustila na svoje mesto in povezala cevovod.
Nekateri teoretiki so celo razmišljali o tem, da bi funkcije WC-školjke združili s umivalnikom, vendar je bila ideja zavržena. Kuhinje so bile prav tako prefabricirane in majhne, običajno 6 m2. To je bila običajna velikost tudi za številne stalinistične hiše, ki niso bile povezane z elito, nekatere pa so imele namenske jedilnice.
Tipična stanovanja serije K-7 imajo skupno površino 30 m² (enosobno), 44 m² (dvosobno) in 60 m² (trisobno). Poznejši modeli so te mere še zmanjšali. Prostori K-7 so 'izolirani', v smislu, da se vsi povezujejo v majhen vhodni prostor, ne drug na drugega. Poznejši modeli (P-35 in podobni) so bili brez te 'odvečnosti': stanovalci so se morali prebiti skozi dnevno sobo, da so prišli do spalnice. Ta stanovanja so bila načrtovana za majhne družine, a v resnici ni bilo nič nenavadnega, da so v dvosobnih stanovanjih živele tri generacije ljudi skupaj. Nekatera stanovanja so imela 'razkošno' shrambo. V praksi je pogosto služila kot druga spalnica, čeprav brez oken ali prezračevanja.

## Danes
Stavbe iz montažnih plošč, imenovane hruščovke, najdemo v velikem številu po vsej nekdanji Sovjetski zvezi. Prvotno so veljale za začasno stanovanje, dokler pomanjkanja stanovanj ne bi bilo mogoče ublažiti v zrelem komunizmu, ko ne bi bilo nobenega pomanjkanja. Hruščov je napovedal dosežek komunizma v 20 letih (do 1980-ih). Kasneje je Leonid Brežnjev vsaki družini obljubil stanovanje, »z ločeno sobo za vsako osebo in eno sobo dodatno«, vendar mnogi ljudje še danes živijo v hruščovkah.
Standardni tipi hruščovke so bili razvrščeni v »za enkratno uporabo«, z načrtovano 25-letno življenjsko dobo (сносимые серии), in »trajno« (несносимые серии). To razlikovanje je pomembno v Moskvi in drugih bogatih mestih, kjer se hruščovke za enkratno uporabo rušijo, da bi se ustvaril prostor za nove gradnje z večjo gostoto. Mesto Moskva je načrtovalo dokončanje tega procesa do leta 2015. Več kot 1300 od približno 1700 stavb je bilo do leta 2012 že porušenih. Leta 2017 so moskovske mestne oblasti sporočile, da bodo porušili približno 8000 hruščovk, kar bi povzročilo izgubo domov 1,6 milijona ljudem. Napoved je nastala po zaključku manjšega projekta rušenja, v katerem je bilo podrtih 1700 stavb.
V nekaterih delih držav nekdanje Sovjetske zveze in vzhodnega bloka, na primer na Češkem, Slovaškem in v Belorusiji, so bila vložena prizadevanja za obnovo in polepšanje hruščovk. V mnogih mestih so se hruščovke z vrsto prenov spremenile iz črnih, sivih zgradb v pisane stanovanjske bloke. Poleg tega so si prizadevali izboljšati kakovost stavb. V Tartuju, Estonija, je SmartEnCity, ki ga financira Evropska unija, tri bloke hruščovk pretvoril v energetsko učinkovite 'pametne domove'. Obnove običajno močno subvencionira država, v mnogih primerih pa Evropska unija, državi članici EU. V Rusiji, Ukrajini in Srednji Aziji takih prenov še ni bilo, kar je povzročilo nadaljnje propadanje zgradb ali, v nekaterih primerih, rušenje številnih hruščovk. V teh delih nekdanje Sovjetske zveze je bila zasebna prenova norma, ki pojasnjuje razlike v pogojih stavb.

## V popularni kulturi
Sovjetska komedija Ironija usode iz leta 1975 je postavljena v hruščovke, katerih enoličnost je tudi osnova za zaplet filma. Stanovanje, kakršno je prikazano v filmu, je kasnejše, nekoliko naprednejše in udobnejše, uvedeno v času Brežnjeva.